# Campo fermionico
In teoria quantistica dei campi, un campo fermionico è un campo quantistico i cui quanti sono i fermioni, cioè le particelle che seguono la statistica di Fermi-Dirac. I campi fermionici soddisfano le regole di anticommutazione canoniche invece delle relazioni di commutazione canoniche dei campi bosonici.
L'esempio predominante di campo fermionico è il campo di Dirac, che descrive fermioni con spin 1/2: elettroni, protoni, quark, ecc. Il campo di Dirac può essere descritto come uno spinore a quattro componenti o come una coppia di spinori di Weyl a due componenti. I fermioni di Majorana a spin 1/2, come l'ipotetico neutralino, possono essere descritti come uno spinore di Majorana dipendente a 4 componenti o come un singolo spinore di Weyl a 2 componenti. Non è tuttora noto se il neutrino sia un fermione di Dirac o di Majorana; l'osservazione di un doppio decadimento beta senza neutrini stabilirebbe che il neutrino è un fermione di Majorana.

## Proprietà di base
I campi fermionici liberi (non interagenti) soddisfano le regole di anticommutazione canoniche, quelle che coinvolgono gli anticommutatori {a, b} = ab + ba e non i commutatori, come è invece il caso per i campi bosonici e la meccanica quantistica ordinaria. Quelle relazioni valgono anche per campi fermionici interagenti nella rappresentazione di interazione, dove i campi evolvono nel tempo come se fossero liberi e gli effetti dell'interazione sono nascosti nell'evoluzione degli stati.
Sono queste relazioni di anticommutazione che impongono la statistica di Fermi-Dirac per i quanti del campo. Portano anche al principio di esclusione di Pauli: due fermioni non possono occupare lo stesso stato contemporaneamente.

## Campi di Dirac
L'esempio principale di un campo fermionico a spin 1/2 è il campo di Dirac (dal nome di Paul Dirac) indicato con {\displaystyle \psi (x)}. L'equazione del moto di una particella libera a spin 1/2 è l'equazione di Dirac,
{\displaystyle \left(i\gamma ^{\mu }\partial _{\mu }-m\right)\psi (x)=0.\,}
dove le {\displaystyle \gamma ^{\mu }} sono le gamma di Dirac e {\displaystyle m} è la massa. Le soluzioni più semplici possibile di questa equazione sono le onde piane, {\displaystyle \psi _{1}(x)=u(p)e^{-ip.x}\,} e {\displaystyle \psi _{2}(x)=v(p)e^{ip.x}\,}. Queste onde piane formano una base, che permette lo sviluppo di {\displaystyle \psi (x)} nel modo seguente,
{\displaystyle \psi (x)=\int {\frac {d^{3}p}{(2\pi )^{3}}}{\frac {1}{\sqrt {2E_{p}}}}\sum _{s}\left(a_{\mathbf {p} }^{s}u^{s}(p)e^{-ip\cdot x}+b_{\mathbf {p} }^{s\dagger }v^{s}(p)e^{ip\cdot x}\right).\,}
u e v sono spinori etichettati dallo spin, s. Per l'elettrone (spin 1/2) {\displaystyle s=+{\frac {1}{2}}} o {\displaystyle s=-{\frac {1}{2}}}. Il fattore di energia è una conseguenza del fatto di avere una misura invariante di Lorentz. In seconda quantizzazione, {\displaystyle \psi (x)} è promosso a un operatore, così i coefficienti dei suoi modi di Fourier dovranno essere operatori. Quindi, {\displaystyle a_{\mathbf {p} }^{s}} e {\displaystyle b_{\mathbf {p} }^{s\dagger }} sono operatori. Le proprietà di questi operatori possono essere ricavate dalle proprietà del campo. {\displaystyle \psi (x)} e {\displaystyle \psi (y)^{\dagger }} soddisfano le relazioni di anticommutazione:
{\displaystyle \left\{\psi _{a}(\mathbf {x} ),\psi _{b}^{\dagger }(\mathbf {y} )\right\}=\delta ^{(3)}(\mathbf {x} -\mathbf {y} )\delta _{ab},}
dove a e b sono indici spinoriali. Si impone una relazione di anticommutazione al fine di rendere questi operatori compatibili con la statistica di Fermi-Dirac. Dall'anticommutazione di {\displaystyle \psi (x)} e {\displaystyle \psi (y)}, si calcolano quelle dei coefficienti:
{\displaystyle \left\{a_{\mathbf {p} }^{r},a_{\mathbf {q} }^{s\dagger }\right\}=\left\{b_{\mathbf {p} }^{r},b_{\mathbf {q} }^{s\dagger }\right\}=(2\pi )^{3}\delta ^{3}(\mathbf {p} -\mathbf {q} )\delta ^{rs}.}
In maniera analoga agli operatori di creazione e distruzione non relativistici e ai loro commutatori, queste algebre portano all'interpretazione fisica che {\displaystyle a_{\mathbf {p} }^{s\dagger }} crea un fermione di momento p e spin s, e {\displaystyle b_{\mathbf {q} }^{r\dagger }} crea un antifermione di momento q e spin r. Il campo generale {\displaystyle \psi (x)} è ora visto come una somma pesata (dal fattore energetico) su tutti i possibili spin e momenti per creare fermioni e antifermioni. Il suo campo coniugato, {\displaystyle {\overline {\psi }}\ {\stackrel {\mathrm {def} }{=}}\ \psi ^{\dagger }\gamma ^{0}}, è l'opposto, una somma pesata su tutti i possibili spin e i momenti per distruggere i fermioni e gli antifermioni.
Avendo compreso i modi di campo e definito il campo coniugato, è possibile costruire quantità invarianti di Lorentz per i campi fermionici. La più semplice è {\displaystyle {\overline {\psi }}\psi }. Questo rende chiaro il motivo per la scelta di {\displaystyle {\overline {\psi }}=\psi ^{\dagger }\gamma ^{0}}. Questo perché la trasformazione generale di Lorentz di {\displaystyle \psi } non è unitaria così la quantità {\displaystyle \psi ^{\dagger }\psi } non sarebbe invariante, quindi l'inclusione di {\displaystyle \gamma ^{0}} serve a correggere ciò. L'altra quantità invariante di Lorentz possibile, a meno di una coniugazione generale, costruibile dai campi fermionici è {\displaystyle {\overline {\psi }}\gamma ^{\mu }\partial _{\mu }\psi }.
Siccome le combinazioni lineari di queste quantità sono anche invarianti di Lorentz, questo conduce naturalmente alla densità lagrangiana del campo di Dirac per il requisito che le equazioni di Eulero-Lagrange del sistema diano l'equazione di Dirac.
{\displaystyle {\mathcal {L}}_{D}={\overline {\psi }}\left(i\gamma ^{\mu }\partial _{\mu }-m\right)\psi }
Questa espressione ha i suoi indici soppressi. Quando re-introdotti l'espressione completa è
{\displaystyle {\mathcal {L}}_{D}={\overline {\psi }}_{a}\left(i\gamma _{ab}^{\mu }\partial _{\mu }-m\mathbb {I} _{ab}\right)\psi _{b}\,}
La densità di hamiltoniana (energia) può essere costruita anche prima definito il momento canonicamente coniugato a {\displaystyle \psi (x)}, chiamato {\displaystyle \Pi (x):}
{\displaystyle \Pi \ {\overset {\mathrm {def} }{=}}\ {\frac {\partial {\mathcal {L}}_{D}}{\partial (\partial _{0}\psi )}}=i\psi ^{\dagger }\,.}
Con quella definizione di {\displaystyle \Pi }, la densità di hamiltoniana è :
{\displaystyle {\mathcal {H}}_{D}={\overline {\psi }}\left[-i{\vec {\gamma }}\cdot {\vec {\nabla }}+m\right]\psi \,,}
dove {\displaystyle {\vec {\nabla }}} è l'ordinario gradiente rispetto alle coordinate spaziali, e {\displaystyle {\vec {\gamma }}} è un vettore delle matrici {\displaystyle \gamma } spaziali. È sorprendente il fatto che la densità di hamiltoniana non dipende dalla derivata temporale di {\displaystyle \psi }, direttamente, ma l'espressione è corretta.
Data l'espressione di {\displaystyle \psi (x)} si può costruire il propagatore di Feynman per il campo fermionico:
{\displaystyle D_{F}(x-y)=\left\langle 0\left|T(\psi (x){\overline {\psi }}(y))\right|0\right\rangle }
si definisce il prodotto ordinato temporalmente per i fermioni con il segno meno dovuto alla loro natura anticommutante
{\displaystyle T\left[\psi (x){\overline {\psi }}(y)\right]\ {\overset {\text{def}}{=}}\ \theta \left(x^{0}-y^{0}\right)\psi (x){\overline {\psi }}(y)-\theta \left(y^{0}-x^{0}\right){\overline {\psi }}(y)\psi (x).}
Inserendo lo sviluppo in onde piane per il campo fermionico nell'equazione di cui sopra si ha:
{\displaystyle D_{F}(x-y)=\int {\frac {d^{4}p}{(2\pi )^{4}}}{\frac {i({p\!\!\!/}+m)}{p^{2}-m^{2}+i\epsilon }}e^{-ip\cdot (x-y)}}
dove è stata usata la notazione slash di Feynman. Questo risultato ha senso dal momento che il fattore
{\displaystyle {\frac {i({p\!\!\!/}+m)}{p^{2}-m^{2}}}}
è solamente l'inverso dell'operatore agente su {\displaystyle \psi (x)} nell'equazione di Dirac. Si noti che il propagatore di Feynman per il campo di Klein–Gordon ha la stessa proprietà. Siccome tutte le osservabili ragionevoli (come l'energia, la carica, il numero di particelle, ecc.) sono costruite da un numero pari di campi fermionici, la relazione di commutazione si annulla per due qualsiasi osservabili in punti dello spaziotempo fuori dal cono di luce. Come sappiamo dalla meccanica quantistica ordinaria, due osservabili che commutano tra loro possono essere misurate simultaneamente. È stata quindi implementata correttamente l'invarianza di Lorentz per il campo di Dirac, e si è preservata la causalità.
I campi di Dirac sono un importante ingrediente del modello standard.